# FreeCol
FreeCol – wzorowana na Colonization komputerowa gra strategiczna, rozgrywana w turach. Objęta jest licencją GPL i należy do grupy wolnego oprogramowania. Gra dzięki technologii Java jest dostępna na różne platformy, m.in. Unix (X Window System oraz OS X), a także Microsoft Windows.

## Rozgrywka
W grze FreeCol gracz dostaje pod dowództwo grupę zaokrętowanych osadników jednego z ośmiu europejskich państw (Anglia, Francja, Hiszpania, Niderlandy, Portugalia, Szwecja, Dania bądź Rosja), po czym zostaje wysłany w świat w poszukiwaniu nowego lądu. Celem gry jest stworzenie sieci kolonii, a następnie obrona jej przed siłami kraju macierzystego, po uprzednim podpisaniu deklaracji niepodległości. Rozgrywka trwa od 1492 roku, czyli od wyprawy Krzysztof Kolumba, do czasu wojen o niepodległość kolonii.